# Bristol Bay Productions
Bristol Bay Productions ist eine US-amerikanische Filmproduktionsgesellschaft mit Sitz in Beverly Hills, die Spielfilme produziert. Das Unternehmen wurde im Jahr 1995 gegründet und ist ein Schwesterunternehmen von Walden Media, deren Firmensitz sich in Los Angeles befindet. Anfangs war Bristol Bay ein Home-Video-Unternehmen, das Filme in Form von Videokassetten oder DVDs vertrieb, sodass unter dem Studionamen bis 2004 der Schriftzug „Home Video“ zu lesen war. Bristol Bay produzierte bisher die Filme Ray (2004), Sahara – Abenteuer in der Wüste (2005), The Game of Their Lives (2005), Amazing Grace (2006) und The Great Buck Howard (2008).